# PPM1N
PPM1N (англ. Protein phosphatase, Mg2+/Mn2+ dependent 1N (putative)) – білок, який кодується однойменним геном, розташованим у людей на довгому плечі 19-ї хромосоми. Довжина поліпептидного ланцюга білка становить 430 амінокислот, а молекулярна маса — 46 170.
| 10         |  | 20         |  | 30         |  | 40         |  | 50         |
| ---------- |  | ---------- |  | ---------- |  | ---------- |  | ---------- |
| MAVLARQLQR |  | LLWTACKKKE |  | REKEGREEEE |  | EEEAGRRAPE |  | GPRSLLTAPR |
| RAQRPHGGAE |  | ASGGLRFGAS |  | AAQGWRARME |  | DAHCTWLSLP |  | GLPPGWALFA |
| VLDGHGGARA |  | ARFGARHLPG |  | HVLQELGPEP |  | SEPEGVREAL |  | RRAFLSADER |
| LRSLWPRVET |  | GGCTAVVLLV |  | SPRFLYLAHC |  | GDSRAVLSRA |  | GAVAFSTEDH |
| RPLRPRERER |  | IHAAGGTIRR |  | RRVEGSLAVS |  | RALGDFTYKE |  | APGRPPELQL |
| VSAEPEVAAL |  | ARQAEDEFML |  | LASDGVWDTV |  | SGAALAGLVA |  | SRLRLGLAPE |
| LLCAQLLDTC |  | LCKGSLDNMT |  | CILVCFPGAP |  | RPSEEAIRRE |  | LALDAALGCR |
| IAELCASAQK |  | PPSLNTVFRT |  | LASEDIPDLP |  | PGGGLDCKAT |  | VIAEVYSQIC |
| QVSEECGEKG |  | QDGAGKSNPT |  | HLGSALDMEA |  |            |  |            |

A: Аланін

C: Цистеїн

D: Аспарагінова кислота

E: Глутамінова кислота

F: Фенілаланін

G: Гліцин

H: Гістидин

I: Ізолейцин

K: Лізин

L: Лейцин

M: Метіонін

N: Аспарагін

P: Пролін

Q: Глутамін

R: Аргінін

S: Серин

T: Треонін

V: Валін

W: Триптофан

Кодований геном білок за функціями належить до гідролаз, протеїн-фосфатаз. 
Задіяний у такому біологічному процесі, як альтернативний сплайсинг. 
Білок має сайт для зв'язування з іонами металів, іоном магнію, іоном марганцю. 